# Valeri Fedorov
Valeri Grigorevitsj Fedorov (Russisch: Валерий Григорьевич Федоров) (Leningrad, 24 april 1948) was een Sovjet-Russische basketballer die uitkwam voor verschillende teams in de Sovjet-Unie. Hij heeft verschillende medailles gekregen waaronder De kapitein van de sport van internationale klasse van de Sovjet-Unie.

## Carrière
Fedorov begon zijn carrière bij Spartak Leningrad. Met Spartak werd hij landskampioen van de Sovjet-Unie in 1975. Spartak was op dat moment een van de sterkste teams in de Sovjet-Unie. Fedorov werd ook zes keer tweede, en één keer derde in de competitie. Ook in Europa behaalde hij succes met twee keer winst in de Saporta Cup in 1973 en 1975. Na Spartak speelde Fedorov ook nog voor SKA Leningrad en VEF Riga.

## Erelijst
- Landskampioen Sovjet-Unie: 1
  - Winnaar: 1975
  - Tweede: 1970, 1971, 1972, 1973, 1974, 1976
  - Derde: 1969
- Saporta Cup: 2
  - Winnaar: 1973, 1975
  - Runner-up: 1971